# Phyllachora dawei
Phyllachora dawei är en svampart som beskrevs av Massee 1908. Phyllachora dawei ingår i släktet Phyllachora och familjen Phyllachoraceae.   Inga underarter finns listade i Catalogue of Life.